# Кашиаш (Оэйраш)
Кашиаш (порт. Caxias) — район (фрегезия) в Португалии, входит в округ Лиссабон. Является составной частью муниципалитета Оейраш. Находится в составе крупной городской агломерации Большой Лиссабон. По старому административному делению входил в провинцию Эштремадура. Входит в экономико-статистический субрегион Большой Лиссабон, который входит в Лиссабонский регион. Население составляет 9 007 человека на 2011 год. Занимает площадь 3,41 км².
Покровителем района считается Дева Мария (порт. Nossa Senhora das Dores).